# Regimento N.º 61889
O Regimento do Exército de Libertação Popular N.º 61889, antigamente chamado Regimento Especial N.º 8341 e também como Regimento Central Chinês de Guarda, é responsável pela segurança dos principais líderes e dirigentes do Partido Comunista da China e da República Popular da China.
O regimento foi estabelecido a 9 de Junho de 1953. Foi chamado originalmente Divisão Central de Protecção do Primeiro Regimento. Por serem os encarregados pela segurança dos líderes da República Popular, os soldados e as armas eram cuidadosamente escolhidos. Em 1976, Wang Dongxing enviou o Regimento Especial N.º 8341 para prender os integrantes da Camarilha dos Quatro, o que ajudou em grande parte a findar a Revolução Cultural.

## História
Este regimento foi chamado originalmente Coluna Central de Segurança Popular da China (em chinês simplificado: 中国人民公安中央纵队), 2ª Divisão, 4º Regimento. Em 1951, a Divisão mudou o seu nome para Divisão Central de Protecção; ao mesmo tempo, o 4º Regimento tornou-se no 1º Regimento. Em 1953, foi renomeado para Regimento Central Chinês de Protecção (O nome de designação é "Centro 001", em chinês: 总字001). No final da década de 1950 mudou o seu nome para Regimento 3747. Por volta de 1964, usou por primeira vez o nome de "Regimento 8341". Em 1975, mudou novamente para "Regimento 57001" mas rápidamente voltou ao nome anterior "Regimento Especial 8341". Em 1976, depois da morte de Mao Zedong, o regimento mudou o seu nome novamente para "Regimento 57003". Em Outubro de 2000, foi mudado a sua designação por última vez, tornando-se no Regimento 61889, nome que ainda continua vigente.

## Origem do nome do regimento
O código do regimento de "8341" tem sido objeto de várias estórias que explicam o porquê da sua escolha. Uma dessas estórias, diz que em 1948, quando Mao Xedong e outros líderes do Partido Comunista da China se mudaram por primeira vez para Pequim, Mao parolou com um monje do Templo de Tayuan, no Monte Wutai na província de Shanxi. O monje deu-lhe esse número, o que significava que Mao Zedong iria viver oitenta e três ano e lideraria o PCCh por quarenta e um (desde a Conferência de Zunyi até à sua morte). Além desta estórias, há outras possíveis explicações. Porém, segundo o comandante do primeiro regimento Zhang Yaoci, este código foi feito e escolhido apenas pelo Departamento Geral de Pessoal do Exército de Libertação Popular e por isso, as outras hipóteses não têm nenhuma base lógica ou histórica.